# Robert Hudson, 1. Viscount Hudson
Robert Spear Hudson, 1. Viscount Hudson, CH, PC (* 15. August 1886; † 2. Februar 1957) war ein britischer Politiker der Conservative Party und Peer.

## Leben
Hudson, Sohn des Seifenherstellers Robert William Hudson und dessen Ehefrau Gerda Frances Marion Bushel Johnson, besuchte das renommierte Eton College und absolvierte ein Studium am Magdalen College der University of Oxford. Bei der Wahl vom 24. Oktober 1924 wurde er für die Conservative Party erstmals Mitglied des Unterhauses (House of Commons) und vertrat in diesem bis zum 30. Mai 1929 den Wahlkreis Whitehaven. Bei der Wahl vom 27. Oktober 1931 wurde er für die konservativen Tories abermals zum Mitglied des Unterhauses gewählt, in dem er nunmehr bis zum 5. Januar 1952 den Wahlkreis Southport vertrat.
In der ersten Nationalregierung von Premierminister Ramsay MacDonald bekleidete er vom 28. Oktober 1931 bis zum 7. Juni 1935 den Posten als Parlamentarischer Staatssekretär im Arbeitsministerium (Parliamentary Secretary to the Ministry of Labour). Im Anschluss war er in der zweiten Nationalregierung von Premierminister Stanley Baldwin zwischen dem 18. Juni 1935 und dem 30. Juli 1936 anfangs Pensionsminister (Minister of Pensions) sowie danach vom 30. Juli 1936 bis zum 28. Mai 1937 Parlamentarischer Staatssekretär im Gesundheitsministerium (Parliamentary Secretary to the Ministry of Health). Im Anschluss wurde er in der dritten Nationalregierung von Premierminister Neville Chamberlain am 28. Mai 1937 Staatssekretär für Überseehandel (Secretary for Overseas Trade) im Handelsministerium (Board of Trade) und bekleidete dieses Amt bis zum 3. April 1940 auch in der Kriegsregierung Chamberlain. Am 24. Februar 1938 wurde er auch Mitglied des Geheimen Kronrates (Privy Council). Danach wurde er am 3. April 1940 Nachfolger von Sir John Gilmour, 2. Baronet als Schifffahrtsminister (Minister of Shipping) und war bis zum Ende von Chamberlains Amtszeit am 10. Mai 1940 Kabinettsminister. In der Kriegsregierung von Premierminister Winston Churchill übernahm er am 10. Mai 1940 das Amt als Minister für Landwirtschaft und Fischerei (Minister of Agriculture and Fisheries). Dieses Ministeramt bekleidete er auch in der Übergangsregierung Churchill zwischen dem 23. Mai und dem 26. Juli 1945. Am 1. Januar 1944 wurde er des Weiteren Träger des Order of the Companions of Honour (CH).
Nach seinem Ausscheiden aus dem Unterhaus wurde Hudson am 5. Januar 1952 als Viscount Hudson, of Pewsey in the County of Wilts, in den erblichen Adelsstand der Peerage of the United Kingdom erhoben und gehörte damit bis zu seinem Tode dem Oberhaus (House of Lords) als Mitglied an.
Aus seiner am 1. Dezember 1918 geschlossenen Ehe mit Hannah Randolph ging sein einziger Sohn Robert William Hudson hervor, der bei seinem Tod den Viscounttitel erbte.